# Бахмут (метеорит)
Бахмут (Bakhmut) — каменный метеорит-хондрит весом 7979 грамм. По классификации метеоритов имеет петрологический тип L6.
Синонимы: Алексеевка (Alekseevka); (Alexejevka); Екатеринослав (Ekaterinoslav); Шолаков (Sholakov); (Scholakov); (Bachmut).
Упал около города Бахмут Донецкой области Украины; 48° 36' N 038° 06' E.
Падение произошло 15 февраля 1814 года, в 12 ч.
Основная масса метеорита хранится в Харьковском государственном университете. 83 грамма хранятся в Метеоритной коллекции РАН.